# Општина Вишина (Олт)
Вишина (рум. Vişina) општина је у Румунији у округу Олт.
Oпштина се налази на надморској висини од 52 m.